# Taliouine

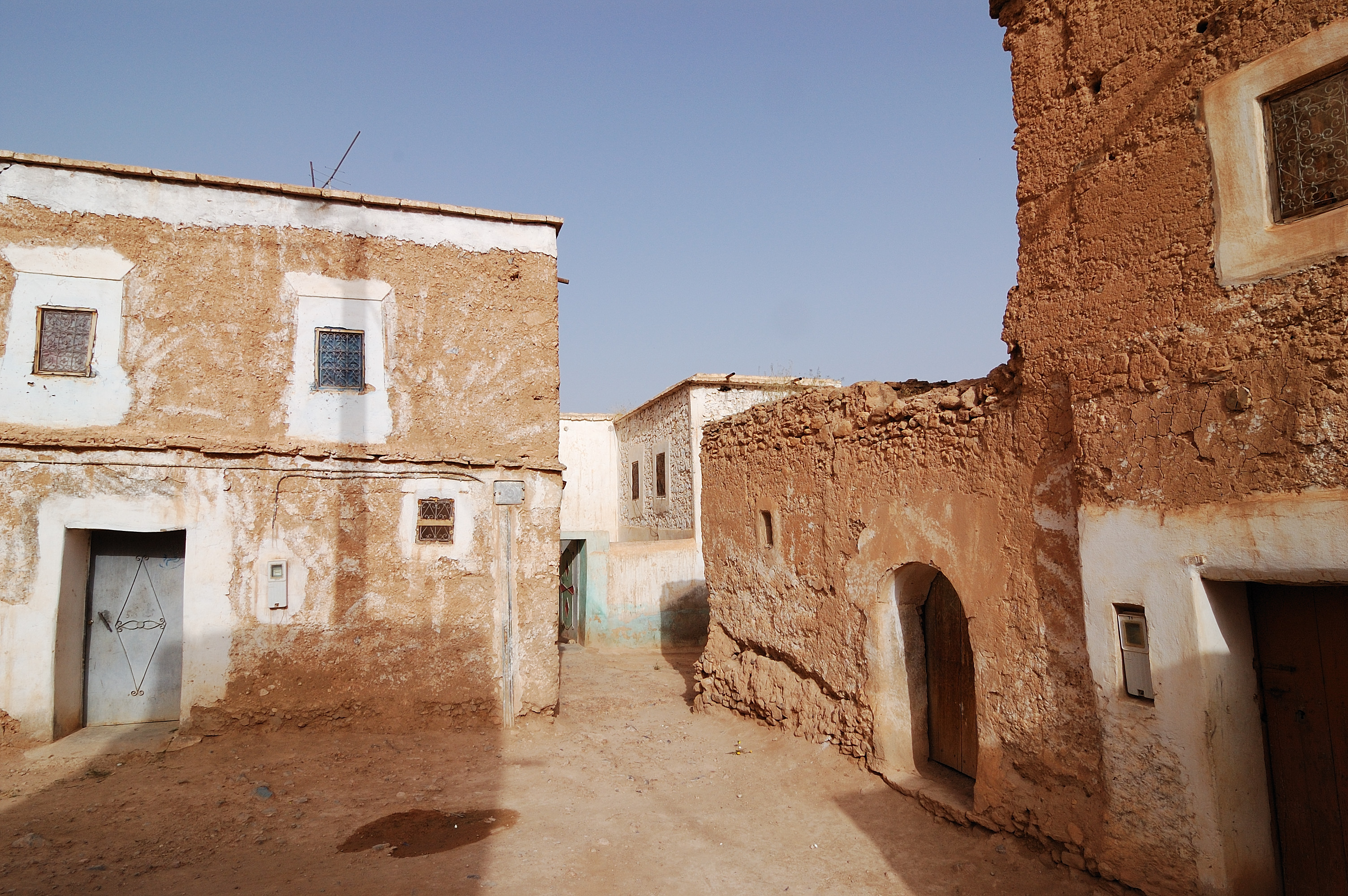
Rua de Taliouine

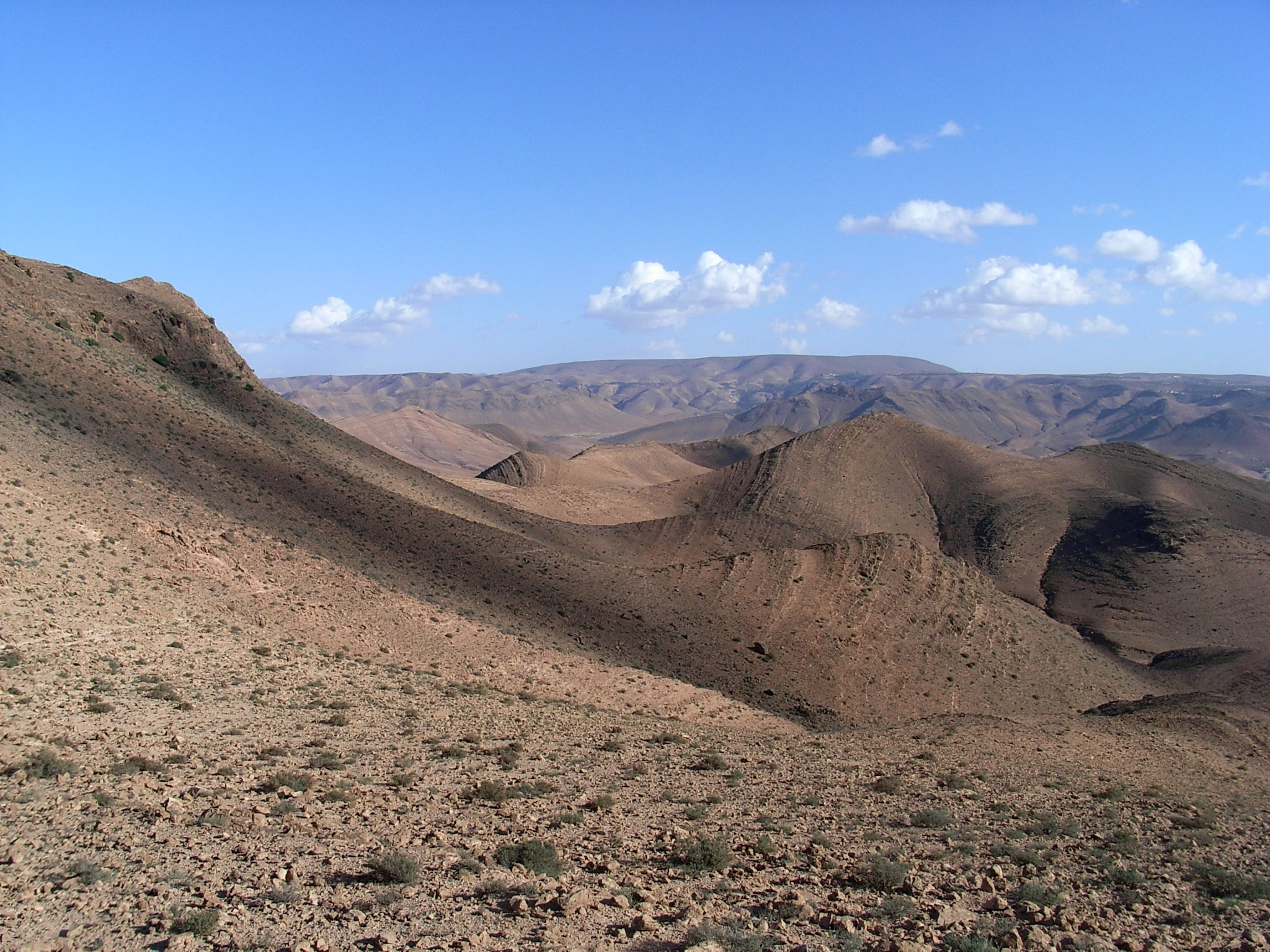
Paisagem montanhosa a leste de Taliouine

Taliouine ou Taliwine (pronúncia: taliuine; em árabe: تاليوين; em tifinague: ⵜⴰⵍⵉⵡⵉⵏ) é uma cidade do sudoeste de Marrocos, situada a meio caminho entre Agadir e Uarzazate, que faz parte da província de Taroudant e da região de Souss-Massa-Draâ, conhecida pelo seu casbá e pelo açafrão de primeira qualidade. Em 2004 tinha 5 844 habitantes.
A cidade, habitada principalmente por berberes chleuhs, é um ponto de paragem popular na estrada entre Agadir e Uarzazate, estrada essa que é também a rua principal na qual há muitos restaurantes e cafés. Situa-se nas montanhas do Antiatlas, a pouco mais de 1 000 metros de altitude, na encosta de uma montanha com cerca de 1 500 m, e é atravessada pelo uádi (oued, ribeiro) Zagmouzen. A área é caracterizada por montes áridos e rochosos cuja altitude média varia entre 1 200 e 1 400 metros. O vale fértil está coberto de argões e prolonga a planície do Haouz até ao deserto.
A localidade é dominada pela silhueta imponente de um casbá (castelo) ou menzeh (palácio), que foi um dos palácios de El Glaoui, o chefe da tribo berbere dos Glaoua e paxá de Marraquexe cognominado o "Senhor do Atlas", no final do século XIX e início do século XX. O casbá encontra-se no cimo de uma pequena colina, separado da parte nova da cidade pelo oued Zagmouzen, e os seus pavilhões estão rodeados de jardins.
O dia de soco (mercado) semanal é a quarta-feira (ou à segunda-feira, segundo outras fontes). Nele é possível encontrar agricultores vendendo os seus produtos na esperança de conseguirem melhores preços que os que lhes pagam as cooperativas.
Além dos açafrão e de outros produtos agrícolas, produzidos nas zonas rurais, a principal fonte de rendimento da cidade é o turismo. Os turistas são sobretudo gente em trânsito entre Uarzazate e Agadir, e também algum trekking (caminhada), nomeadamente na região do Jbel Sirwa, a nordeste da cidade.

## Açafrão de Taliouine
O célebre açafrão de Taliouine, que alegadamente é a especiaria mais cara do mundo, é cultivado em zonas um pouco afastadas da cidade, principalmente entre Tagouyamt e Aït es Sine, no planalto de Souktana a uma altitude entre 1 300 e 1 300 m, do maciço de Sirwa.
Mais de 1 500 famílias dedicam-se ao cultivo da planta (Crocus sativus) em cerca de 3 000 parcelas que ocupam pouco mais de 500 ha (750 ha segundo outras fontes). A especiaria é usada em culinária, medicina, cosméticos e como corante e pigmento. Para produzir um quilograma de especiaria são necessários entre 140 e 150 mil flores. 95% do açafrão produzido em Marrocos é proveniente de Taliouine, que na prática é a única área de África onde é cultivada aquela planta. Anualmente são produzidas cerca de 3 200 kg de açafrão, o que corresponde a mais de 450 milhões de flores, o que faz de Marrocos é o quarto produtor mundial, a seguir ao Irão, Índia e Grécia. A produção rende cerca de 6,5 milhões de dirhams (575 000 euros, 1 400 000 reais). Cerca de dois terços da produção é exportada. Estima-se que o açafrão dê emprego a mais de 12 000 pessoas.
A Cooperativa Souktana de Açafrão de Taliouine, que produz açafrão certificado pela ECOCERT está aberta ao público e ali é mostrado aos visitantes como o produto é preparado.
Juntamente com o açafrão, cujos campos são rodeados de oliveiras e amendoeiras, na região são cultivadas outras plantas medicinais.

## Outras atrações turísticas

### Ighil n Oghil
A 15 km de Taliouine encontra-se a mellah (bairro ou aldeia judia) abandonada de Ighil n Oghil, que até meados do século XX era habitada por judeus haratins, negros originários do sul do Saara. A sinagoga restaurada pela Fundação para A Preservação da Cultura Judia Marroquina, um dos exemplares mais bem preservados da arquitetura dos berberes judeus de Marrocos, é inteiramente construída em adobe e tijolo. Os judeus eram uma comunidade importante no sul de Marrocos até meados do século XX e nesta região estavam envolvidos no financiamento e comércio de açafrão. Em Ighil n Oghil encontra-se também outro casbá arruinado do El Glaoui.

### Tapetes de Tazenakht
Tazenakht é uma «aldeia incaraterística esmagada pelo calor e pela poeira», no cruzamento das estradas que ligam Agadir, Uarzazate e Tata, que é famosa pelos seus tapetes cor-de-laranja, cuja cor é devida ao uso do açafrão como pigmento.